# カストリ書房
カストリ書房（カストリしょぼう）は、東京都台東区千束3丁目21-14にある遊廓専門の書店。店主は渡辺豪。

## 歴史

### カストリ出版の設立
渡辺豪はIT企業に勤務してアプリ開発などを担っていたが、30代半ばだった2010年（平成22年）頃に遊廓に興味を持つようになり、12年間にわたって趣味として遊廓の調査を行った。『全国女性街ガイド』（1955年）の復刻などを目的として、2015年（平成27年）には出版社のカストリ出版を設立した。

### カストリ書房の開店
2016年（平成28年）9月、渡辺豪は新吉原の吉原大門跡地近くに、約2坪のカストリ書房を開店させた。カストリ出版が発行する遊廓文献を販売するために構えた書店であり、他の出版社が発行した文献も扱っている。
2017年（平成29年）8月17日、台東区千束4丁目39-3に移転し、約12坪と6倍になった店舗に資料室を併設した。2020年（令和2年）、渡辺豪は赤線に関する作品を収録したアンソロジー本『赤線本』（イースト・プレス）の監修を行った。2023年（令和5年）時点の新刊と古本の比率は、新刊が約3割、古本が約7割である。
実店舗の閉店も検討したが、2023年（令和5年）8月には台東区千束3丁目21-14に移転した。

## 店舗情報
- 営業時間：12時から19時
- 定休日：月曜・火曜